# Fernando López Monís
Fernando López Monís (Granada, 1881-Navacerrada, 1922) fue un profesor, político y publicista español, diputado en las Cortes de la Restauración.

## Biografía
Nacido el 20 de febrero de 1881 en Granada, era hijo de los condes de López Muñoz. Catedrático y publicista, cursó en Madrid las carreras de Derecho y Filosofía y Letras y desempeñó la cátedra de francés en el Instituto Cardenal Cisneros. Fundó con Antonio Palomero el periódico La Noche, que dirigió algún tiempo. Se dedicó al estudio de los asuntos didácticos y pedagógicos, en los cuales se le habría tenido como una autoridad. Fue varias veces diputado a Cortes, por los distritos de Almansa, Albacete y Puebla de Sanabria. Falleció el 10 de julio de 1922 en el Real Sanatorio de Guadarrama y fue enterrado en el cementerio de la Almudena.
Entre sus obras se encontraron Resumen del Bachillerato, Cursos de lengua francesa, La reforma de la Segunda enseñanza, Índice de literatura española, Resumen de literatura francesa y El colegio alemán.